# Ugolino de’ Rossi (Bischof)

Wappen der Rossis.

Ugolino de’ Rossi (* um 1300 in San Secondo; † 28. April 1377 in Mailand) war ein italienischer Bischof.

## Biografie
Ugolino de‘ Rossi, der Sohn von Guglielmo de’ Rossi und Donella di Pietro da Carrara, wurde Ende des 13. Jahrhunderts, vermutlich um 1300, in San Secondo geboren.
Er schlug eine kirchliche Laufbahn ein und wurde in sehr jungen Jahren Kanoniker des Domkapitels von Parma. Am 1. Dezember 1322 wurde er vom päpstlichen Gesandten, Kardinal Bertrand du Pouget, mit der Aufgabe betraut, die Bewohner von Parma von den Kirchenstrafen zu befreien, die ihnen auferlegt worden waren, weil entgegen der päpstlich-guelfischen Politik Galeazzo I. Visconti mit Truppen versorgt hatten.
Die Dankbarkeit der Bewohner von Parma für die Aufhebung der Kirchenstrafen war so groß, dass seit dieser Zeit die Rossis in der Verwaltung der Macht in der Stadt führend wurden. Die Rossis nutzten diese Situation aus und übten Druck auf den päpstlichen Gesandten Du Pouget aus, sodass Ugolino Bischof von Parma wurde, nachdem das Amt durch die Berufung des vorhergehenden Bischofs Simone Saltarelli in das Erzbistum Pisa frei war. Trotz des sehr jugendlichen Alters von Ugolino erreichten die Rossis von dem Gesandten die Nominierung zum Bischof von Parma, die am 6. Juni 1323 von Papst Johannes XXII. bestätigt wurde. Im Juli desselben Jahres schrieb der Papst an Ugolino, der nur die niederen Weihen empfangen hatte, und erlaubte ihm, die Bischofsweihe zu empfangen, was Anfang 1324 in Piacenza geschah.
1329, als der päpstliche Gesandte Rolando de’ Rossi in Bologna einsperren ließ, schickte die Stadt Parma dessen Bruder Marsilio de’ Rossi zu Kaiser Ludwig dem Bayern, der sich zu dieser Zeit in Pavia aufhielt, um ihn um Schutz zu bitten. Dieses Vorgehen bedingte Verbot gegen die Stadt Parma durch Bertrand du Pouget und als die guelfischen Truppen ihr Lager am 24. Juni 1329 vor den Toren Parmas aufschlugen, arbeitete Ugolino hart daran, die Stadt und den päpstlichen Gesandten wieder zusammenzubringen, und es gelang ihm schließlich, eine Versöhnung zwischen den Parteien zu erreichen.
Im Oktober desselben Jahres aber bekundete Ludwig der Bayer, der zwischenzeitlich nach Cremona weitergezogen war, Interesse an der Stadt Parma und Ugolino flüchtete sich aus der Stadt und schloss sich im Castello di Corniglio im Apennin ein. Ludwig der Bayer zog im November desselben Jahres in Parma ein und verließ sie wieder, nachdem er zum Herrn der Stadt erklärt worden war, wobei er Marsiglio Rossi, der nun auf der Seite der seinem Bruder Ugolino feindlich gesinnten Fraktion stand, als kaiserlichen Vikar zurückließ. Der Bischof kehrte 1333 in die Stadt zurück, um Johann von Böhmen die Ehre zu erweisen, der sich damit verdient gemacht hatte, dass er den Papst überzeugt hatte, das Verbot von 1329 für die Stadt Parma aufzuheben, war aber im Folgejahr ein zweites Mal gezwungen, zu fliehen und in Avignon am päpstlichen Hof Schutz zu suchen, als Mastino II. della Scala die Stadt Parma einnahm.
Die konfiszierten Güter wurden 1339 mit dem Friedensschluss zurückgegeben, aber mit seiner Rückkehr nach Parma musste Ugolino bis 1341 warten, als Azzo da Correggio die Macht übernahm. Als Ugolino in die Stadt zurückkehrte, fand er jedoch seine Besitzungen vollständig verwüstet, die Burgen ruiniert und den Palast in Colorno zerstört. Um die immensen Schäden am Erbe des Domkapitels von Parma zu reparieren, bat Ugolino seinen Bruder Rolando um ein Darlehen von mehr als 10.000 Goldgulden.
Ugolino schaffte es aber nicht, das geliehene Geld zurückzuzahlen, weshalb die Witwe von Rolando, Agnese, und sein Sohn Giacomo de’ Rossi, der Neffe von Ugolino, sich wegen des Streites an Papst Innozenz VI. wandten; dieser ernannte einen Schiedsrichter, der das Domkapitel von Parma dazu verurteilte, die geschuldete Summe zu zahlen. Da Ugolino die Schuld aber nicht in Geld bezahlen konnte, übergab er 1355 seinen Neffen Giacomo und Bertrando einige Territorien des Domkapitels: Corniglio, Corniana, Roccaferrara und Roccaprebalza.
Die finanziellen Schwierigkeiten, in die das Domkapitel geraten war, waren dennoch nicht gelöst, da die Erträge des Kapitels die Kosten nicht tragen konnten; deshalb war Ugolino gezwungen, seinen Neffen Giacomo und Bertrando auch noch die Gebiete San Secondo und Pizzo abzutreten.
Ugolino wurde darauf von den Viscontis, den neuen Herren von Parma, die ihm nicht ganz trauten, nach Mailand gerufen. 1376 investierte der Bischof Rolando de' Rossi, den Sohn seines Neffen Giacomo, in das Lehen von Castrignano, das seit Jahrhunderten dem Bistum Parma gehört hatte, als Zeichen der Anerkennung für die Dienste, die sein Vater dem Episkopat von Parma geleistet hatte.
1377 starb Ugolino in Mailand.

## Bemerkenswertes
- Ugolino war gut 54 Jahre lang Bischof von Parma; keiner vor oder nach ihm hat je diese Diözese so lange geleitet.[2]
- Ugolino war ein großer Freund und Bewunderer Petrarcas.[1]
- Die Territorien, die Ugolino seinen Neffen überlassen musste, gelangten nie mehr zurück zum Domkapitel und 1391 gewährte Papst Bonifatius IX. den Neffen Ugolinos die immerwährende Souveränität über diese Territorien.[1]